# Celles (Ariège)
Pour les articles homonymes, voir Celles.
Pour les articles ayant des titres homophones, voir Celle, Selle et Selles.
Celles est une commune française, située dans l'est du département de l'Ariège en région Occitanie. Sur le plan historique et culturel, la commune fait partie du pays de Foix, composé de la partie centrale du Plantaurel, du massif de l'Arize et d'un tronçon de la vallée de l'Ariège avec ses quelques affluents, mais qui n'est plus que l'ombre du prestigieux comté qui s'étendit jusqu'à l'Espagne et même au-delà.
Exposée à un climat océanique altéré, elle est drainée par le Sios, le ruisseau de la Baure et par divers autres petits cours d'eau. La commune possède un patrimoine naturel remarquable composé de cinq zones naturelles d'intérêt écologique, faunistique et floristique.
Celles est une commune rurale qui compte 143 habitants en 2022, après avoir connu un pic de population de 893 habitants en 1831. Elle fait partie de l'aire d'attraction de Foix. Ses habitants sont appelés les Cellois ou Celloises.

## Géographie

### Localisation
1. Carte dynamique
2. Carte Openstreetmap
3. Carte topographique
4. Carte avec les communes environnantes

La commune de Celles se trouve dans le département de l'Ariège, en région Occitanie.
Elle se situe à 8 km à vol d'oiseau de Foix, préfecture du département, et à 10 km de Tarascon-sur-Ariège, bureau centralisateur du canton du Sabarthès dont dépend la commune depuis 2015 pour les élections départementales.
La commune fait en outre partie du bassin de vie de Foix.
Sur le plan historique et culturel, Celles fait partie du pays de Foix, composé de la partie centrale du Plantaurel, du massif de l'Arize et d'un tronçon de la vallée de l'Ariège avec ses quelques affluents, mais qui n'est plus que l'ombre du prestigieux comté qui s'étendit jusqu'à l'Espagne et même au-delà.
Les communes les plus proches sont : 
Saint-Paul-de-Jarrat (2,2 km), Freychenet (2,9 km), Soula (3,0 km), Leychert (4,6 km), Montgailhard (4,7 km), Montoulieu (4,9 km), Prayols (5,3 km), Nalzen (5,8 km).
Les communes limitrophes sont  Freychenet, Leychert, Nalzen, Saint-Paul-de-Jarrat et Soula.
|                      | Soula  | Leychert   |
| Saint-Paul-de-Jarrat | Celles | Nalzen     |
|                      |        | Freychenet |

### Géologie et relief
La commune est située dans les Pyrénées, une chaîne montagneuse jeune, érigée durant l'ère tertiaire (il y a 40 millions d'années environ), en même temps que les Alpes. Les terrains affleurants sur le territoire communal sont constitués de roches sédimentaires datant du Mésozoïque, anciennement appelé Ère secondaire, qui s'étend de −252,2 à −66,0 Ma. La structure détaillée des couches affleurantes est décrite dans la feuille « n°1075 - Foix » de la carte géologique harmonisée au 1/50 000ème du département de l'Ariège, et sa notice associée.
La superficie cadastrale de la commune publiée par l’Insee, qui sert de références dans toutes les statistiques, est de 10,27 km2,. La superficie géographique, issue de la BD Topo, composante du Référentiel à grande échelle produit par l'IGN, est quant à elle de 10,37 km2. Son relief est particulièrement découpé puisque la dénivelée maximale atteint 623 mètres. L'altitude du territoire varie entre 470 m et 1 093 m.

### Hydrographie

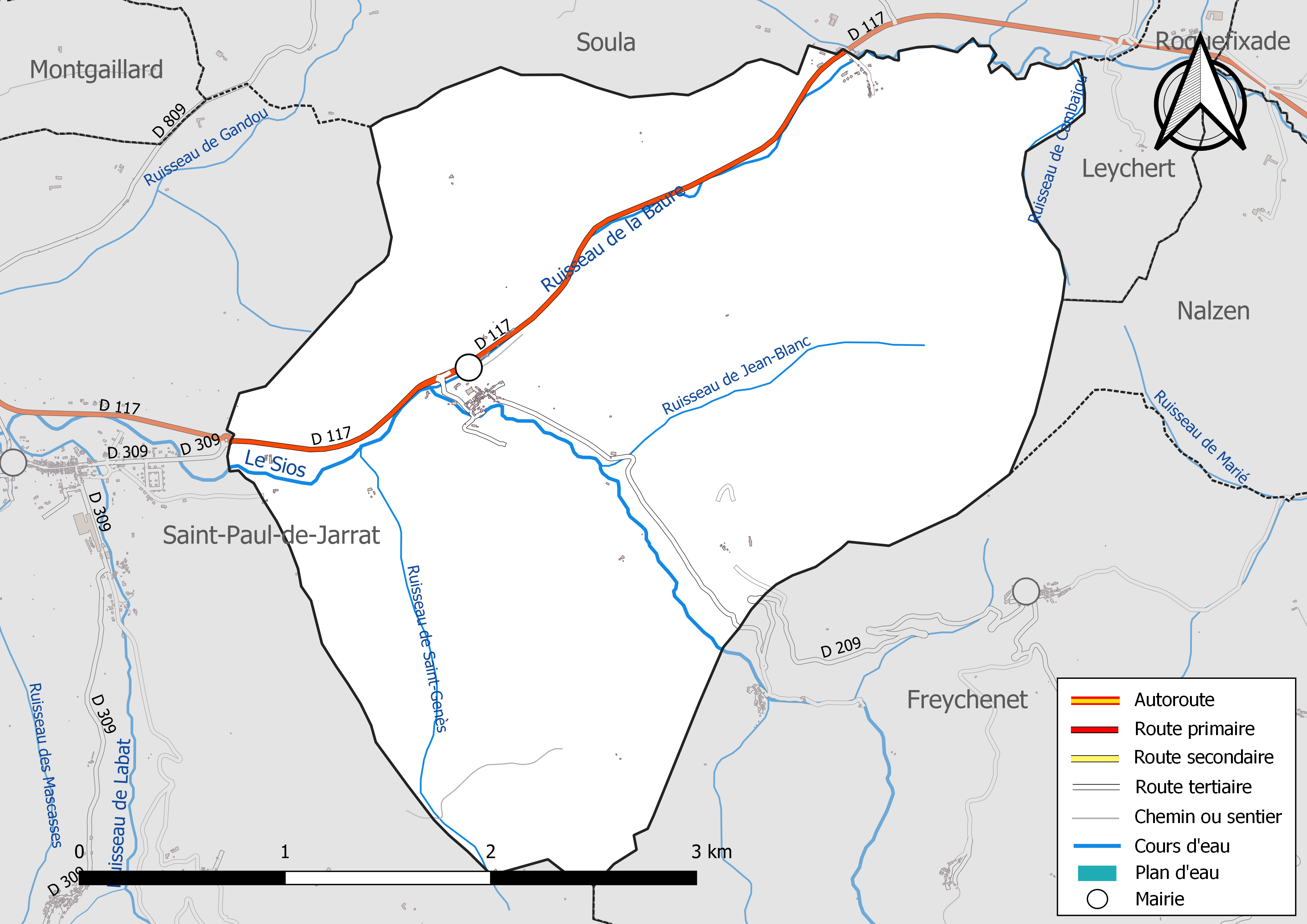
Réseaux hydrographique et routier de Celles.

La commune est dans le bassin versant de la Garonne, au sein du bassin hydrographique Adour-Garonne. Elle est drainée par le Sios, le ruisseau de la Baure, le ruisseau de Cambajou, le ruisseau de Jean-Blanc et le ruisseau de Saint-Genès, constituant un réseau hydrographique de 10 km de longueur totale,.
Le Sios, d'une longueur totale de 16,5 km, prend sa source dans la commune de Freychenet et s'écoule du sud-est vers le nord-ouest. Il traverse la commune et se jette dans l'Ariège à Ferrières-sur-Ariège, après avoir traversé 6 communes.

### Climat
Pour des articles plus généraux, voir Climat de l'Occitanie et Climat de l'Ariège.
En 2010, le climat de la commune est de type climat océanique altéré, selon une étude s'appuyant sur une série de données couvrant la période 1971-2000. En 2020, Météo-France publie une typologie des climats de la France métropolitaine dans laquelle la commune est exposée à un climat de montagne et est dans la région climatique Pyrénées centrales, caractérisée par une pluviométrie annuelle de 1 000 à 1 200 mm.
Pour la période 1971-2000, la température annuelle moyenne est de 11,6 °C, avec une amplitude thermique annuelle de 15,1 °C. Le cumul annuel moyen de précipitations est de 1 090 mm, avec 10,2 jours de précipitations en janvier et 7,1 jours en juillet. Pour la période 1991-2020, la température moyenne annuelle observée sur la station météorologique la plus proche, située sur la commune de Roquefort-les-Cascades à 7 km à vol d'oiseau, est de 12,7 °C et le cumul annuel moyen de précipitations est de 1 101,5 mm,. Pour l'avenir, les paramètres climatiques de la commune estimés pour 2050 selon différents scénarios d'émission de gaz à effet de serre sont consultables sur un site dédié publié par Météo-France en novembre 2022.

### Milieux naturels et biodiversité
L’inventaire des zones naturelles d'intérêt écologique, faunistique et floristique (ZNIEFF) a pour objectif de réaliser une couverture des zones les plus intéressantes sur le plan écologique, essentiellement dans la perspective d’améliorer la connaissance du patrimoine naturel national et de fournir aux différents décideurs un outil d’aide à la prise en compte de l’environnement dans l’aménagement du territoire.
Trois ZNIEFF de type 1 sont recensées sur la commune :
- « le Plantaurel entre Foix et Lavelanet » (11 312 ha), couvrant 26 communes du département[24] ;
- le « massif de Tabe - Saint-Barthélemy » (15 185 ha), couvrant 20 communes du département[25],
- « Sios et affluents » (35 ha), couvrant 5 communes du département[26] ;

et deux ZNIEFF de type 2, : 
- « le Plantaurel » (42 116 ha), couvrant 72 communes dont 68 dans l'Ariège, 2 dans l'Aude et 2 dans la Haute-Garonne[27] ;
- les « montagnes d'Olmes » (31 924 ha), couvrant 33 communes dont 31 dans l'Ariège et 2 dans l'Aude[28].

Carte des ZNIEFF de type 1 et 2 à Celles.
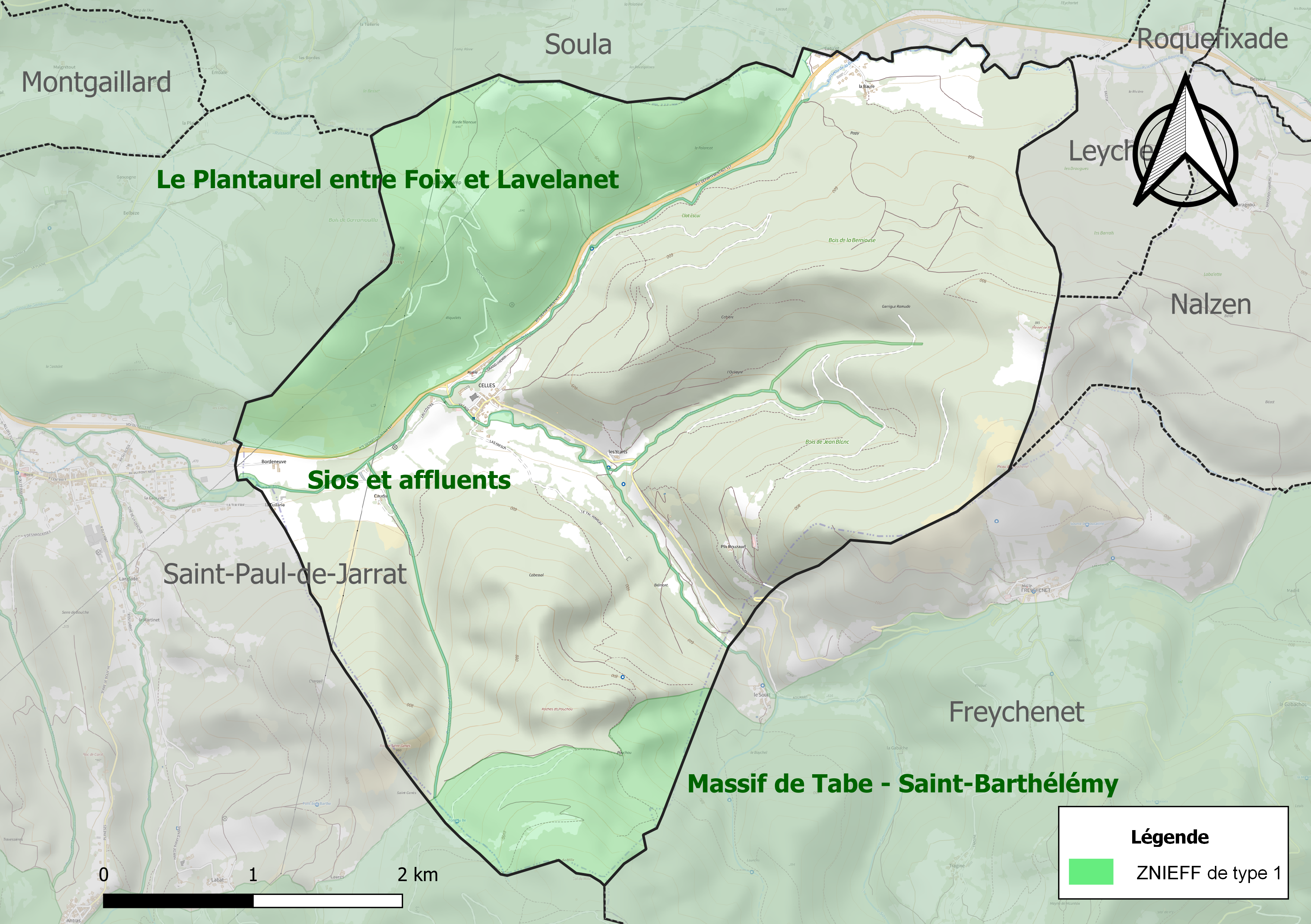
Carte des ZNIEFF de type 1 sur la commune.
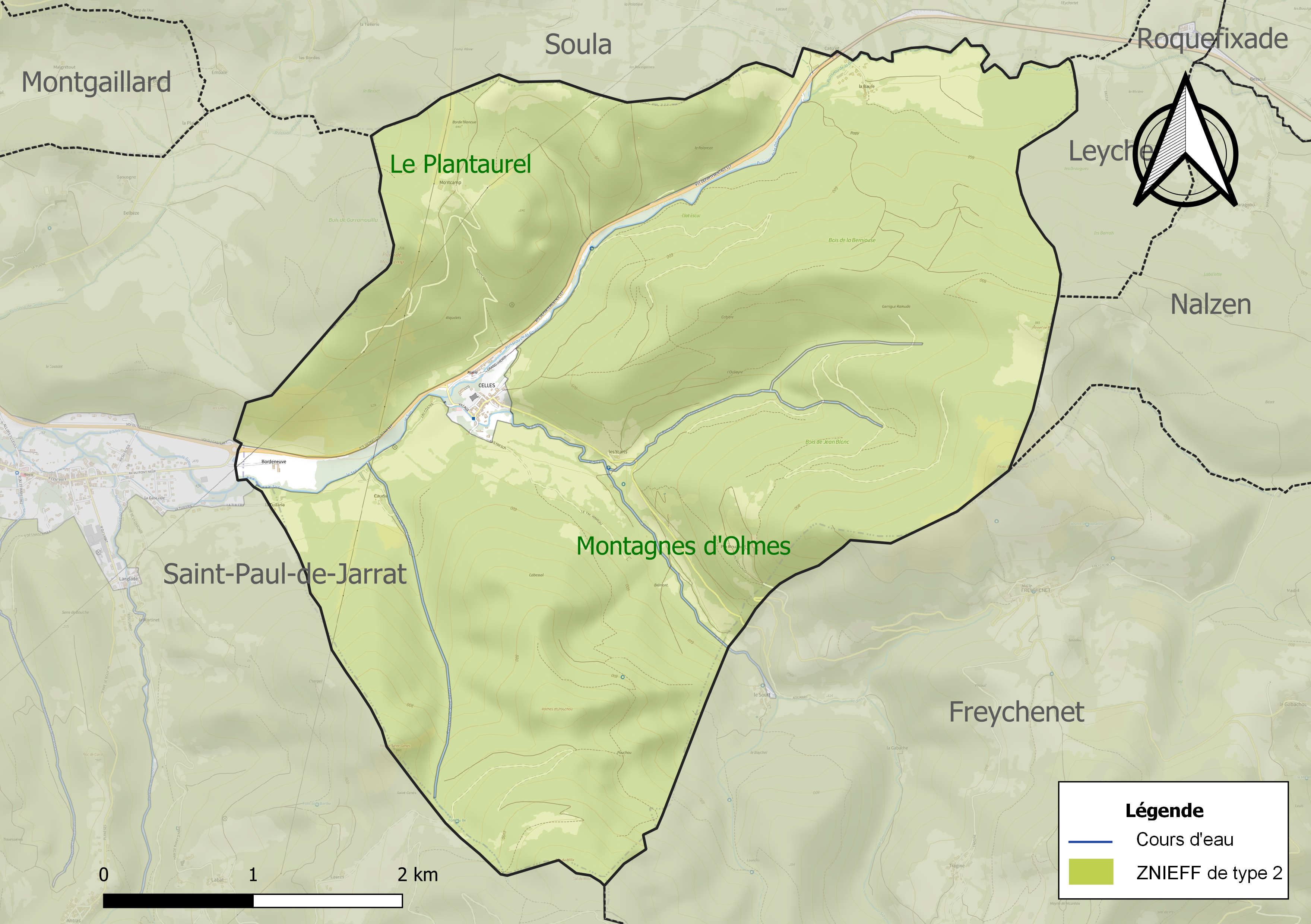
Carte des ZNIEFF de type 2 sur la commune.

## Urbanisme

### Typologie
Au 1er janvier 2024, Celles est catégorisée commune rurale à habitat dispersé, selon la nouvelle grille communale de densité à 7 niveaux définie par l'Insee en 2022.
Elle est située hors unité urbaine. Par ailleurs la commune fait partie de l'aire d'attraction de Foix, dont elle est une commune de la couronne,. Cette aire, qui regroupe 38 communes, est catégorisée dans les aires de moins de 50 000 habitants,.

### Occupation des sols
L'occupation des sols de la commune, telle qu'elle ressort de la base de données européenne d’occupation biophysique des sols Corine Land Cover (CLC), est marquée par l'importance des forêts et milieux semi-naturels (79 % en 2018), une proportion identique à celle de 1990 (79 %). La répartition détaillée en 2018 est la suivante : 
forêts (78,1 %), prairies (21 %), milieux à végétation arbustive et/ou herbacée (0,9 %). L'évolution de l’occupation des sols de la commune et de ses infrastructures peut être observée sur les différentes représentations cartographiques du territoire : la carte de Cassini (XVIIIe siècle), la carte d'état-major (1820-1866) et les cartes ou photos aériennes de l'IGN pour la période actuelle (1950 à aujourd'hui).

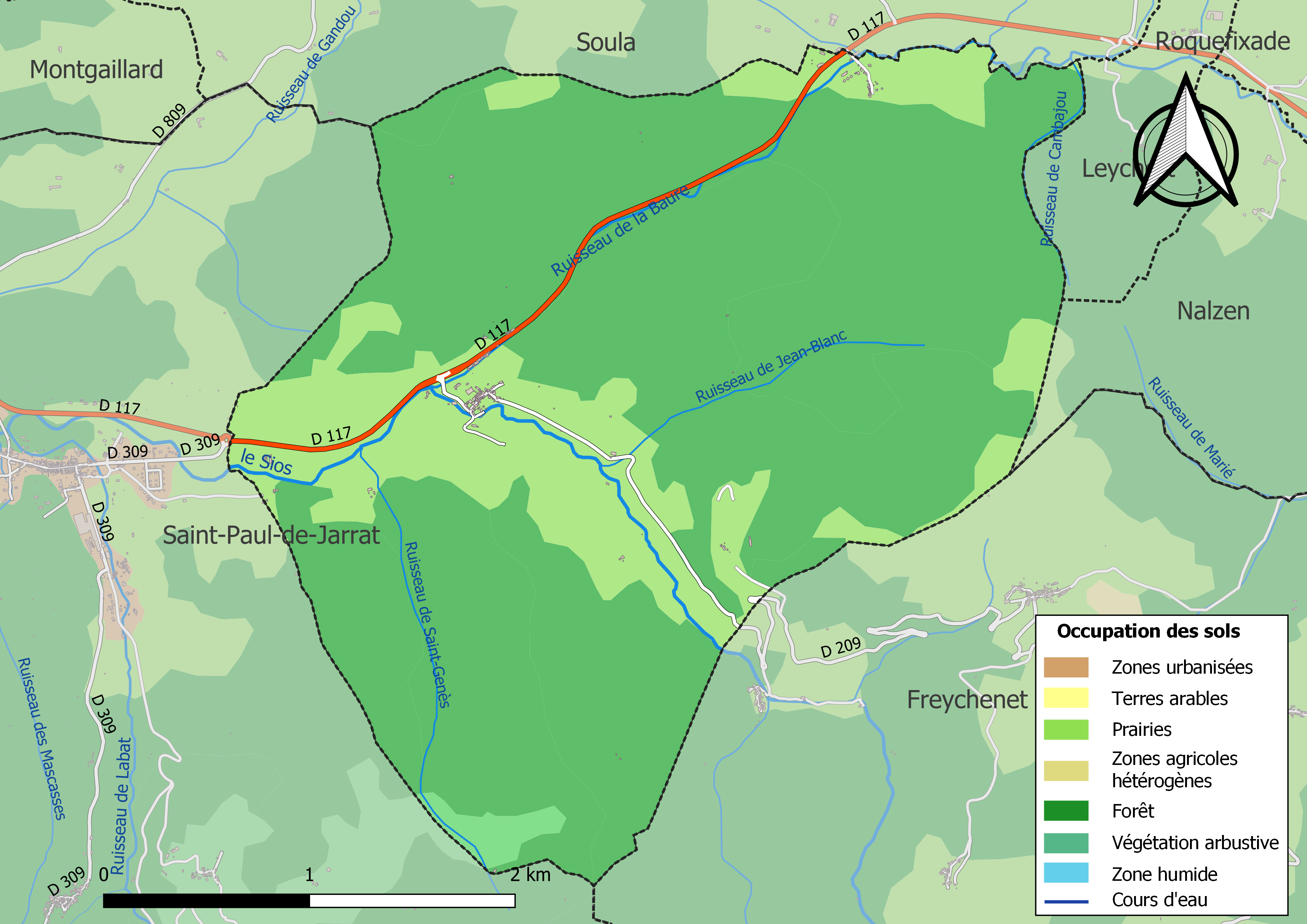
Carte des infrastructures et de l'occupation des sols de la commune en 2018 (CLC).

### Habitat et logement
En 2018, le nombre total de logements dans la commune était de 117, alors qu'il était de 105 en 2013 et de 93 en 2008.
Parmi ces logements, 58,2 % étaient des résidences principales, 19,6 % des résidences secondaires et 22,3 % des logements vacants. Ces logements étaient pour 92,7 % d'entre eux des maisons individuelles et pour 7,3 % des appartements.
Le tableau ci-dessous présente la typologie des logements à Celles en 2018 en comparaison avec celle de l'Ariège et de la France entière. Une caractéristique marquante du parc de logements est ainsi une proportion de résidences secondaires et logements occasionnels (19,6 %) inférieure à celle du département (24,6 %) mais supérieure à celle de la France entière (9,7 %). Concernant le statut d'occupation de ces logements, 73 % des habitants de la commune sont propriétaires de leur logement (68,3 % en 2013), contre 66,3 % pour l'Ariège et 57,5 % pour la France entière.
| Typologie                                               | Celles | Ariège | France entière |
| ------------------------------------------------------- | ------ | ------ | -------------- |
| Résidences principales (en %)                           | 58,2   | 65,7   | 82,1           |
| Résidences secondaires et logements occasionnels (en %) | 19,6   | 24,6   | 9,7            |
| Logements vacants (en %)                                | 22,3   | 9,7    | 8,2            |

### Risques majeurs
Le territoire de la commune de Celles est vulnérable à différents aléas naturels : inondations, climatiques (grand froid ou canicule), feux de forêts, mouvements de terrains et séisme (sismicité modérée). Il est également exposé à un risque technologique,  le transport de matières dangereuses,.

#### Risques naturels

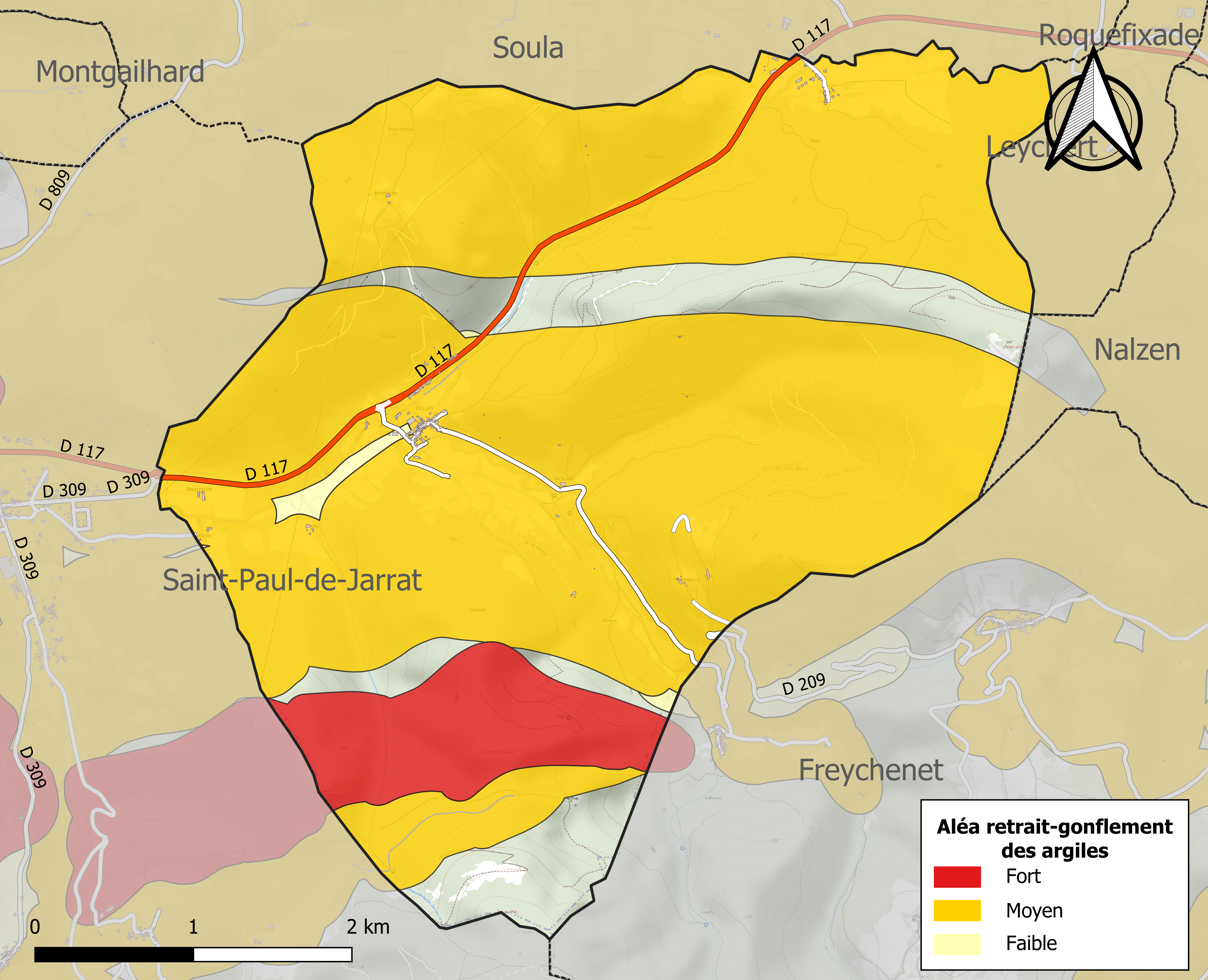
Zonage de l'aléa retrait-gonflement des argiles sur la commune de Celles.

Certaines parties du territoire communal sont susceptibles d’être affectées par le risque d’inondation par débordement, crue torrentielle d'un cours d'eau, l'Ariège, ou ruissellement d'un versant. L’épisode de crue le plus marquant dans le département reste sans doute celui de 1875. Parmi les inondations marquantes plus récentes concernant le cours d'eau de l'Ariège figurent la crue torrentielle de 1982 et les inondations de plaine de 1996 et de 2005 de la Basse vallée de l'Ariège.
Les mouvements de terrains susceptibles de se produire sur la commune sont soit des chutes de blocs, soit des glissements de terrains, soit des mouvements liés au retrait-gonflement des argiles. Près de 50 % de la superficie du département est concernée par l'aléa retrait-gonflement des argiles, dont la commune de Celles. L'inventaire national des cavités souterraines permet par ailleurs de localiser celles situées sur la commune.
Ces risques naturels sont pris en compte dans l'aménagement du territoire de la commune par le biais d'un plan de prévention des risques (PPR) inondation et mouvement de terrain approuvé le 2 octobre 2009.

#### Risques technologiques
Le risque de transport de matières dangereuses par une infrastructure routière ou ferroviaire ou par une canalisation de transport de gaz concerne la commune. Un accident se produisant sur une telle infrastructure est en effet susceptible d’avoir des effets graves au bâti ou aux personnes jusqu’à 350 m, selon la nature du matériau transporté. Des dispositions d’urbanisme peuvent être préconisées en conséquence.

## Histoire
Avant l’an mil, l’abbaye Saint-Sernin de Toulouse, construite autour de la basilique, fonde le village alors appelé Saint-Michel de Celles. En effet, l'abbé de Saint-Sernin était à la tête d'un patrimoine immobilier considérable à Toulouse et jusqu'au Pyrénées qui le conduisit à de fréquents conflits avec l'évêque de Toulouse, dont la cathédrale Saint-Étienne, avait beaucoup moins de rayonnement que Saint-Sernin.

## Politique et administration

### Découpage territorial
La commune de Celles est membre de la communauté d'agglomération Pays Foix-Varilhes, un établissement public de coopération intercommunale (EPCI) à fiscalité propre créé le 16 novembre 2016 dont le siège est à Foix. Ce dernier est par ailleurs membre d'autres groupements intercommunaux.
Sur le plan administratif, elle est rattachée à l'arrondissement de Foix, au département de l'Ariège, en tant que circonscription administrative de l'État, et à la région Occitanie.
Sur le plan électoral, elle dépend du canton du Sabarthès pour l'élection des conseillers départementaux, depuis le redécoupage cantonal de 2014 entré en vigueur en 2015, et de la première circonscription de l'Ariège  pour les élections législatives, depuis le redécoupage électoral de 1986.

### Liste des maires
| Période                                  | Période  | Identité            | Étiquette | Qualité          |
| ---------------------------------------- | -------- | ------------------- | --------- | ---------------- |
| mars 2003                                | 2008     | René Authié         | .         | Maire            |
| mars 2008                                | En cours | René Bernard Authié | .         | Retraité - Maire |
| Les données manquantes sont à compléter. |          |                     |           |                  |

## Démographie
| 1793 | 1800 | 1806 | 1821 | 1831 | 1836 | 1841 | 1846 | 1851 |
| ---- | ---- | ---- | ---- | ---- | ---- | ---- | ---- | ---- |
| 463  | 450  | 521  | 615  | 893  | 650  | 646  | 644  | 608  |

| 1856 | 1861 | 1866 | 1872 | 1876 | 1881 | 1886 | 1891 | 1896 |
| ---- | ---- | ---- | ---- | ---- | ---- | ---- | ---- | ---- |
| 523  | 477  | 505  | 521  | 508  | 474  | 455  | 405  | 404  |

| 1901 | 1906 | 1911 | 1921 | 1926 | 1931 | 1936 | 1946 | 1954 |
| ---- | ---- | ---- | ---- | ---- | ---- | ---- | ---- | ---- |
| 346  | 339  | 342  | 261  | 270  | 223  | 210  | 185  | 165  |

| 1962 | 1968 | 1975 | 1982 | 1990 | 1999 | 2006 | 2011 | 2016 |
| ---- | ---- | ---- | ---- | ---- | ---- | ---- | ---- | ---- |
| 145  | 138  | 122  | 135  | 127  | 134  | 121  | 120  | 143  |

| 2021 | 2022 | - | - | - | - | - | - | - |
| ---- | ---- | - | - | - | - | - | - | - |
| 147  | 143  | - | - | - | - | - | - | - |

## Économie

### Revenus
En 2018, la commune compte 61 ménages fiscaux, regroupant 134 personnes. La médiane du revenu disponible par unité de consommation est de 18 280 € (19 820 € dans le département).

### Emploi
| Division       | 2008   | 2013   | 2018   |
| -------------- | ------ | ------ | ------ |
| Commune        | 14,8 % | 7,6 %  | 18 %   |
| Département    | 8,9 %  | 11,1 % | 11,2 % |
| France entière | 8,3 %  | 10 %   | 10 %   |

En 2018, la population âgée de 15 à 64 ans s'élève à 89 personnes, parmi lesquelles on compte 77,1 % d'actifs (59,1 % ayant un emploi et 18 % de chômeurs) et 22,9 % d'inactifs,. Depuis 2008, le taux de chômage communal (au sens du recensement) des 15-64 ans est supérieur à celui de la France et du département.
La commune fait partie de la couronne de l'aire d'attraction de Foix, du fait qu'au moins 15 % des actifs travaillent dans le pôle,. Elle compte 14 emplois en 2018, contre 7 en 2013 et 4 en 2008. Le nombre d'actifs ayant un emploi résidant dans la commune est de 55, soit un indicateur de concentration d'emploi de 25,3 % et un taux d'activité parmi les 15 ans ou plus de 57,2 %.
Sur ces 55 actifs de 15 ans ou plus ayant un emploi, 13 travaillent dans la commune, soit 24 % des habitants. Pour se rendre au travail, 90,2 % des habitants utilisent un véhicule personnel ou de fonction à quatre roues et 9,8 % n'ont pas besoin de transport (travail au domicile).

### Activités hors agriculture
8 établissements sont implantés  à Celles au 31 décembre 2019.
Le secteur du commerce de gros et de détail, des transports, de l'hébergement et de la restauration est prépondérant sur la commune puisqu'il représente 50 % du nombre total d'établissements de la commune (4 sur les 8 entreprises implantées  à Celles), contre 27,5 % au niveau départemental.

### Agriculture
|                                   | 1988 | 2000 | 2010 |
| --------------------------------- | ---- | ---- | ---- |
| Exploitations                     | 6    | 3    | 3    |
| Superficie agricole utilisée (ha) | 102  | 74   | 138  |

La commune fait partie de la petite région agricole dénommée « Région sous-pyrénéenne ». En 2010, l'orientation technico-économique de l'agriculture  sur la commune est l'élevage de bovins, lait, élevage et viande combinés. Trois exploitations agricoles ayant leur siège dans la commune sont dénombrées lors du recensement agricole de 2010 (six en 1988). La superficie agricole utilisée est de 138 ha.

## Culture locale et patrimoine

### Lieux et monuments
- La chapelle Notre-Dame de Pla-Rouzaud, dédiée à Notre-Dame, est située à l'emplacement d'une apparition de la Vierge le 28 mai 1686[49].

Une source proche fut désignée à un jeune berger par l'apparition (« L'eau en sera bonne ») et devint un lieu de dévotion pour de nombreux malades. Quarante-deux guérisons furent reconnues comme miraculeuses (maladies des yeux, fièvres, etc.). La chapelle d'origine, qui datait de 1695, a été détruite en 1789, sa reconstruction commencée en 1854 fut achevée en 1878. Une association s'est créée en 1999 pour sa restauration,.

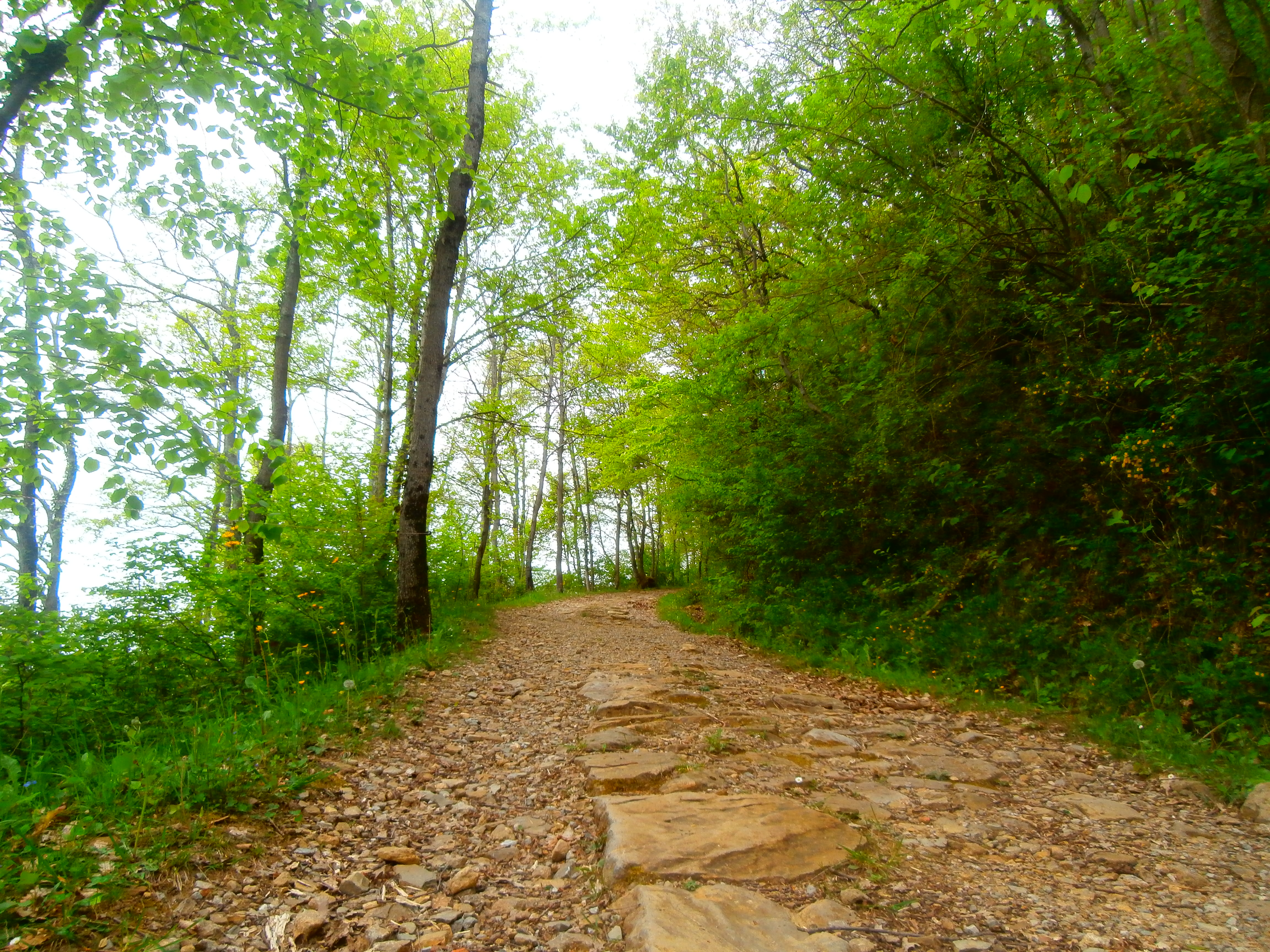
Chemin vers la chapelle.
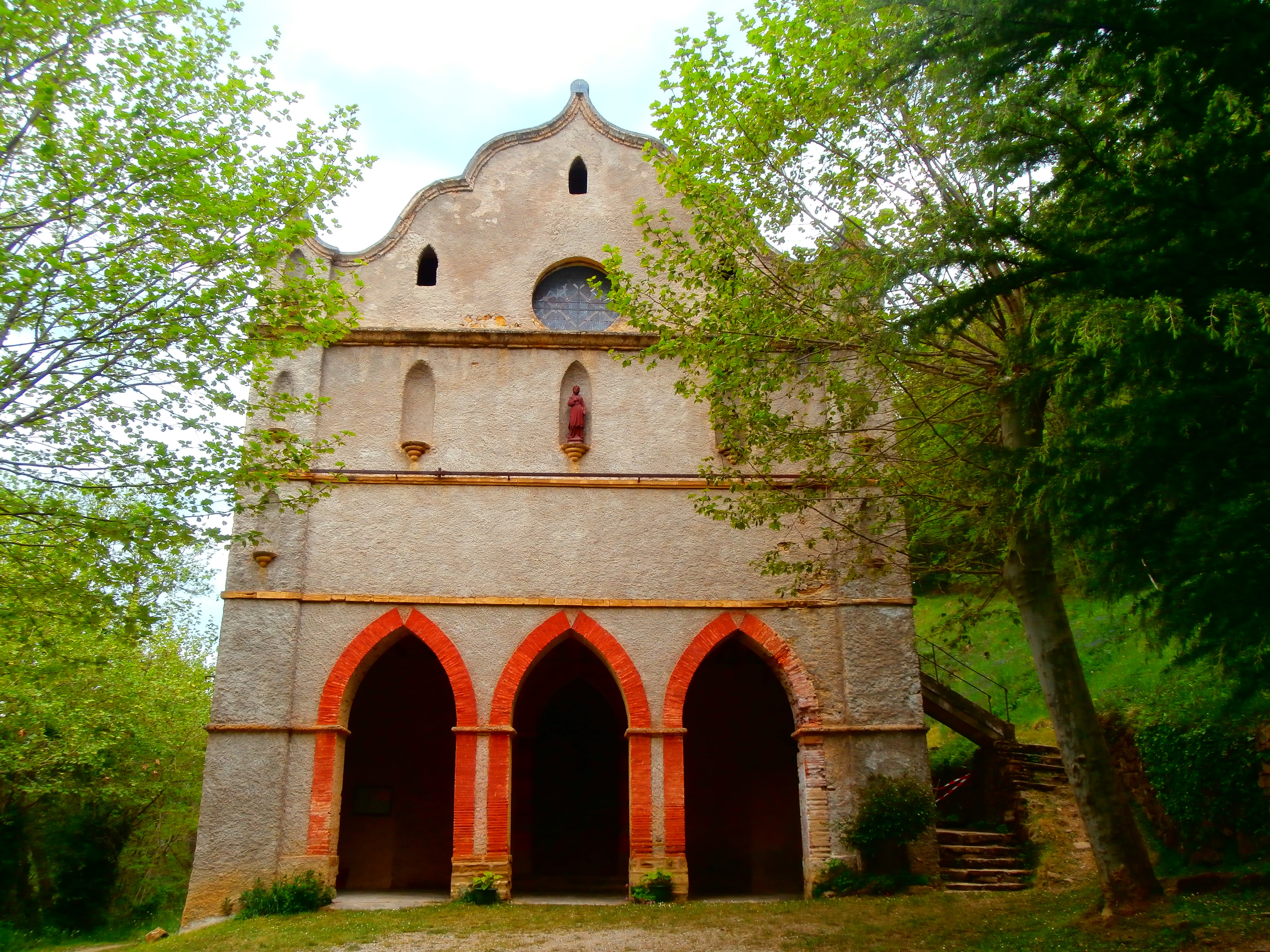
L'extérieur de la chapelle.
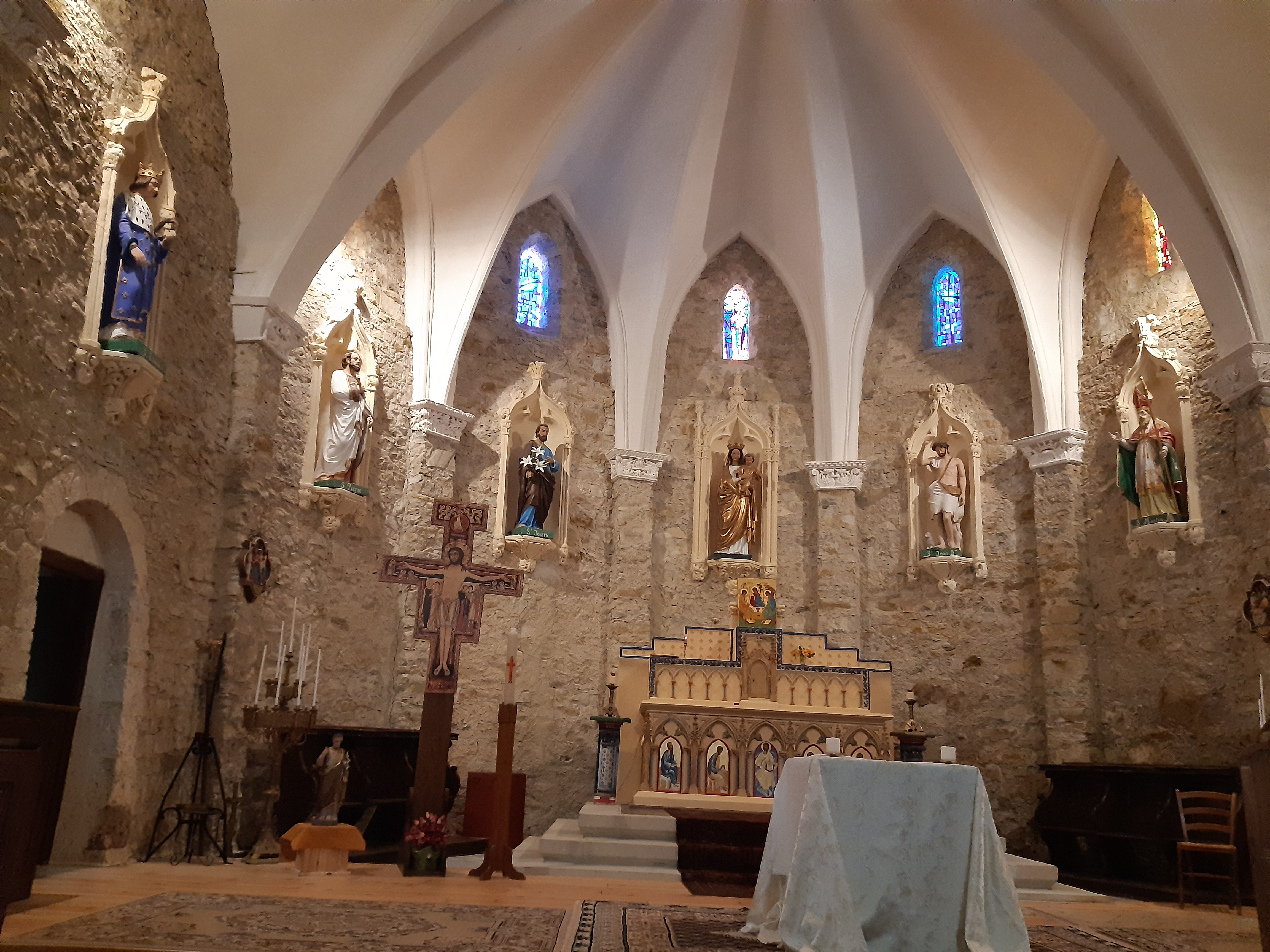
L'intérieur de la chapelle.
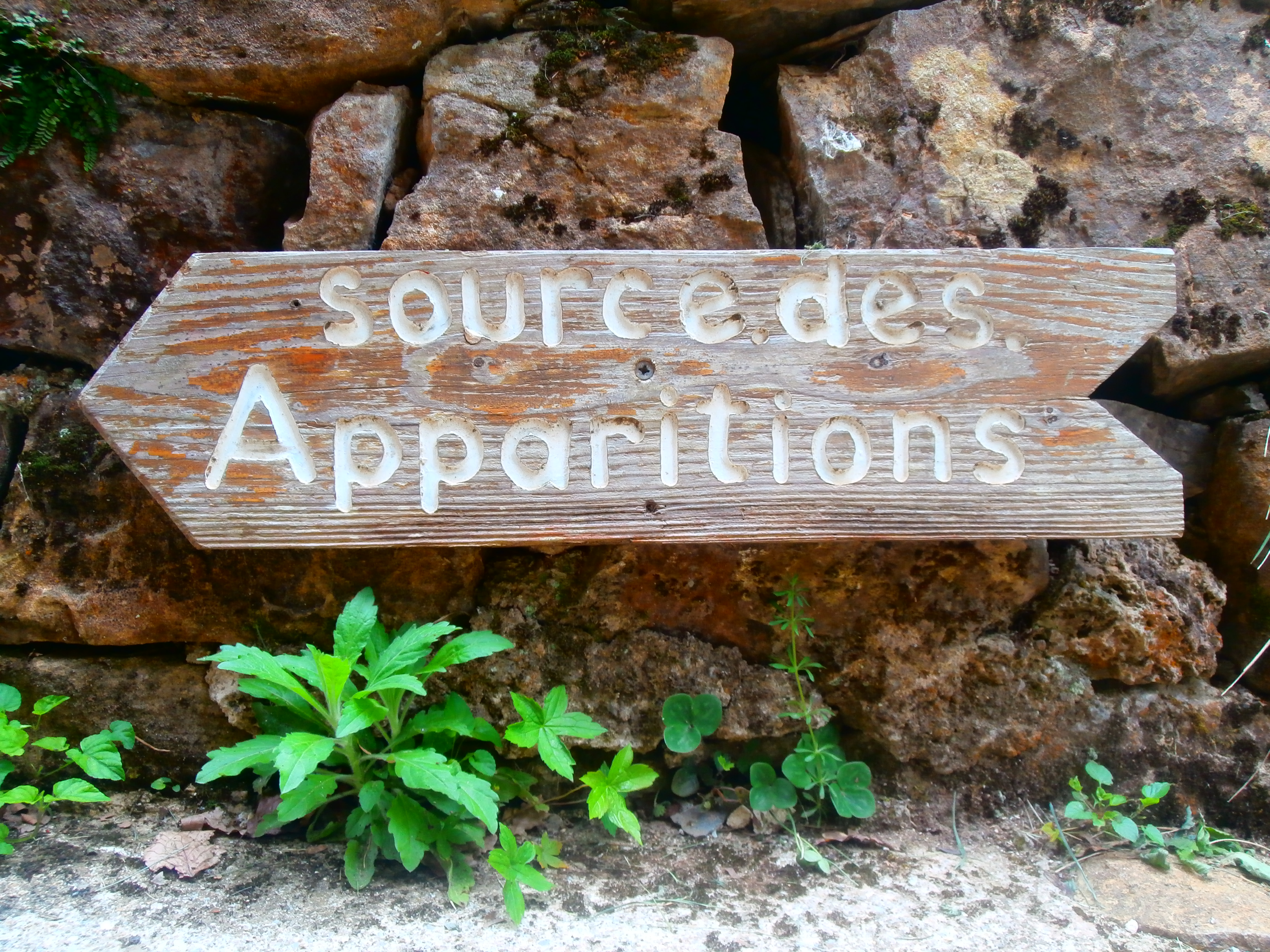
Source à proximité immédiate de la chapelle.

- L'église paroissiale est dédiée à l'archange saint Michel.

### Personnalités liées à la commune
- Germain Authié (1927-2001), homme politique

## Pour approfondir